# Jules-Louis Mabille
Pour les articles homonymes, voir Mabille.
Jules-Louis Mabille, né à Valenciennes le 14 août 1843 et mort à Paris 6e le 18 juin 1897, est un sculpteur français.

## Biographie
Jules-Louis Mabille naît le 14 août 1843 à Valenciennes.
Élève de François Jouffroy à l'École des beaux-arts de Paris, il expose au Salon de Paris à partir de 1868, des bustes et quelques statues de genre. Il obtient une médaille de troisième classe en 1877 et une médaille de bronze en 1889. L'État acquiert sa statue Méléagre. Il sculpte en pierre la statue de La Ville de Lille pour l'hôtel de ville de Paris, le médaillon en marbre de Victor Leclerc pour la Sorbonne, deux cariatides pour l'hôtel de ville de Valenciennes, et La Musique mauresque, statue en pierre pour le théâtre de Constantine.
Jules-Louis Mabille meurt en 1897.